# Zona de Operación Antiterrorista

Mapa animado de la zona ATO.

Zona de Operación Antiterrorista (en ucraniano: Зона проведення антитерористичної операції, romanizado:  Zona provedennya antyterorystychnoyi operatsiyi), o zona ATO (ucraniano: Зона АТО, romanizado: Zona ATO), era un término utilizado por los medios de comunicación, la publicidad, el gobierno de Ucrania , y la OSCE y otras instituciones extranjeras para identificar el territorio ucraniano de las regiones (oblasts) del óblast de Donetsk y el óblast de Lugansk bajo el control de las fuerzas militares rusas y separatistas prorrusos. Una parte importante de la zona ATO se considera territorio temporalmente ocupado de Rusia en Ucrania.